# Zilveren Vlam
Zilveren Vlam is een Belgische stripreeks bedacht en getekend door Paul Cuvelier. Het scenario is van Michel Louis Albert Regnier (Greg). Het avonturenepos speelt in de elfde eeuw.

## Inhoud
De minstreel Koenraad komt terug uit het Heilige Land en trekt rond in het middeleeuwse Frankrijk. Hij blijkt de Zilveren Vlam te zijn die strijd tegen onrecht. In het eerste verhaal helpt hij de jongen Ederik het landgoed van zijn vader, dat door een valse leenheer is geclaimd, terug te winnen. Ederik wordt vergezeld door de houthakkerszoon Jaak.
In het tweede verhaal gaat Koenraad met de twee jongens op zoek naar Ederiks vader, die kruisvaarder is in Antiochië. 
Het derde verhaal vertelt het avontuur van Koenraad en diens compagnon Thomas die een opdracht van een koninklijke koerier overnemen, om een schat over te brengen naar Pedro I van Aragon. Met die schat moet een huurleger worden opgericht om de Moren uit Europa te jagen.

## Publicatiegeschiedenis
Cuvelier vertelde zijn jongere broers verhalen over de avonturen van een rondtrekkende troubadour en bedacht dat hij er een strip van wilde maken. Hij vroeg aan Greg hem een scenario te schrijven. Volgens de journalist Patrick Gaumer in Dictionnaire mondial de la BD is het een Middeleeuws epos waarin Greg de maximale hoeveelheid avontuur in een minimaal aantal platen heeft geschreven.
De reeks Zilveren Vlam werd gestart in het stripweekblad Kuifje in september 1960.. Het verhaal telde dertig platen, net als de twee volgende verhalen, die respectievelijk in februari 1962 en juni 1963 startten in het weekblad.
Voor Cuvelier was de periode 1960-1965 een van verplicht werk zonder afkeer en zonder enthousiasme. In deze periode verscheen ook de reeks Dientje. Cuvelier had met moeite in de periode ervoor Corentin en de magische dolk afgerond, die veel onrust bij hem veroorzaakte. Pas in 1966 na het maken van een kortverhaal over Wapi op scenario van Jacques Acar vond Cuvelier een vernieuwde bedrevenheid om aan een nieuw avontuur van Corentin te beginnen, namelijk Corentin en de vloek van de Cobra.
| Nr | Orig. | Titel                      | Tekenaar      | Scenarist                          | Aantal pagina's | 1e Publicatie                      |
| -- | ----- | -------------------------- | ------------- | ---------------------------------- | --------------- | ---------------------------------- |
| 1  | 1960  | De Zilveren Vlam           | Paul Cuvelier | Michel Louis Albert Regnier (Greg) | 30              | Kuifje 1960 nr. 38 t/m 1961 nr. 15 |
| 2  | 1962  | De kruisridder zonder naam | Paul Cuvelier | Greg                               | 30              | Kuifje 1962 nrs. 6-20              |
| 3  | 1963  | Het stralende schild       | Paul Cuvelier | Greg                               | 30              | Kuifje 1963 nrs. 26-40             |

## Albums
De reeks Zilveren Vlam verscheen oorspronkelijk in albumvorm in de Collectie Jong Europa en de Favorietenreeks, beide uitgegeven door Le Lombard in de jaren zestig van de twintigste eeuw.
In de jaren tachtig van de twintigste eeuw gaf Uitgeverij Paul Rijperman de verhalen opnieuw uit, elk verhaal in een eigen album en in hardcover.
| Jaar | Verhaal                    | Reeks / nr.                 | Uitgever                  |
| ---- | -------------------------- | --------------------------- | ------------------------- |
| 1965 | Zilveren Vlam              | Collectie Jong Europa nr 33 | Le Lombard                |
| 1968 | Het stralende schild       | Favorietenreeks nr 20       | Le Lombard                |
| 1981 | Zilveren Vlam              | Zilveren Vlam nr 1          | Uitgeverij Paul Rijperman |
| 1982 | De kruisridder zonder naam | Zilveren Vlam nr 2          | Uitgeverij Paul Rijperman |
| 1982 | Het stralende schild       | Zilveren Vlam nr 3          | Uitgeverij Paul Rijperman |

In het album van 1965 zijn de eerste twee verhalen van Zilveren Vlam gebundeld.